# Kamal Abdulla

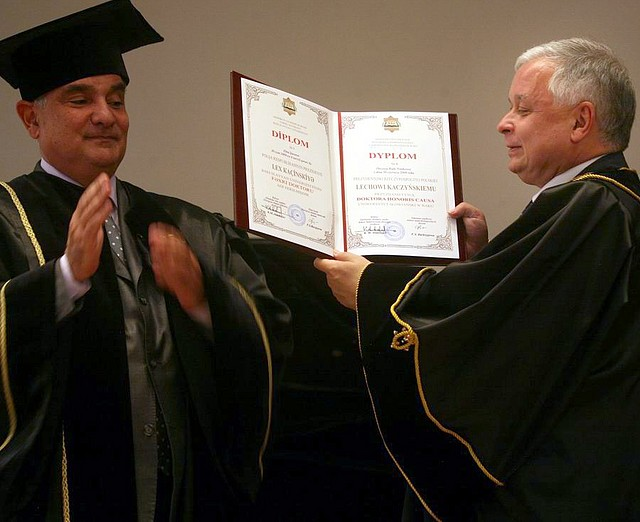
Rektor uczelni Kamal Abdulla wręcza wyróżnienie polskiemu prezydentowi Lechowi Kaczyńskiemu

Kamal Abdulla (ur. 1950 w Baku) – azerski filolog i literat.

## Życiorys
W latach 1968–1973 studiował filologię azerbejdżańską w Baku. Po studiach został przyjęty na asystenturę. W styczniu 1977 obronił w Moskwie doktorat na temat składni średniowiecznego eposu Kitabi Dede Korkut. W 1984 habilitował się, również z zakresu składni turkijskiej, zwłaszcza azerskiej. W tym samym roku uzyskał tytuł profesora. Następnie piastował szereg stanowisk w administracji uniwersytetu. Czynny był także poza Azerbejdżanem, np. w latach 1994–1995 prowadził wykłady na uniwersytecie w Bursie. W maju 2000 został wybrany na rektora uniwersytetu pedagogicznego w Baku. Funkcji tej jednak nie zdążył na dobre objąć, gdyż w czerwcu tegoż roku został mianowany przez prezydenta kraju na stanowisko rektora nowo utworzonego Uniwersytetu Słowiańskiego w Baku.
Poza pracami naukowymi opublikował też szereg utworów literackich, spośród których największe uznanie międzynarodowe zdobyła „powieść filologiczna” o rękopisie eposu Kitabi Dede Korkut, pt. Jarymdżyg eljazma (dosł. „Niepełny rękopis”), wydana również w języku polskim (2009) pod tytułem Zagadkowy rękopis.